# Düsseldorf Panther
Stade
Düsseldorf Panther est un club allemand de football américain basé à Düsseldorf. Ce club qui évolue au stade du Sportpark Nord fut fondé en 1978.
Le club est relégué en D2 à l'issue de la saison 2006 après des matchs de barrages contre Kiel Baltic Hurricanes.

## Palmarès
- Champion d'Allemagne : 1983, 1984, 1986, 1992, 1994, 1995
- Vice-champion d'Allemagne : 1985, 1988, 1996
- Champion d'Europe (Eurobowl) : 1995